# Ворожба Хервёр
«Ворожба Хервёр» (др.-сканд. Hervararkviða) — древнеисландская поэма XIII века из «Саги о Хервёр», иногда включаемую в Старшую Эдду.
Поэма повествует о деве-воительнице Хервёр и о её посещении призрака своего отца, Ангантюра, на погребальном кургане. Хервёр отправилась к нему, чтобы получить своё наследство — «волшебный меч Тюрфинг», выкованный гномами для конунга Гардарики по имени Сирглами.
По мотивам «Ворожба Хервёр» французский поэт XIX века Леконт де Лиль создал своё произведение «L’Épée d’Angantyr» («Меч Ангантюра»)